# Thủy điện Tà Thàng
Thủy điện Tà Thàng là thủy điện xây dựng trên dòng ngòi Bo tại vùng đất các xã Suối Thầu và Thanh Bình thị xã Sa Pa, và xã Gia Phú huyện Bảo Thắng tỉnh Lào Cai, Việt Nam.
Thủy điện Tà Thàng có công suất lắp máy 60 MW với 2 tổ máy, khởi công tháng 5/2009  hoàn thành năm 2013 .
Nước từ hồ chứa ở hai xã Suối Thầu và Thanh Bình dẫn theo đường hầm dài hơn 4 km tới nhà máy điện ở xã Gia Phú .

## Ngòi Bo
Ngòi Bo là một phụ lưu cấp 1 của sông Hồng chảy ở các thị xã Sa Pa và Bảo Thắng tỉnh Lào Cai. Ngòi Bo khởi nguồn từ hợp lưu các sông suối ở sườn đông bắc núi Hoàng Liên Sơn.
Dòng nguồn lớn nhất bắt nguồn từ đèo Ô Quý Hồ  xã San Sả Hồ 22°21′23″B 103°47′31″Đ / 22,35639°B 103,79194°Đ. Dòng này chảy hướng đông nam, có các tên suối Cát (vùng bản Cát Cát), suối Tả Van (xã Tả Van), và đến xã Bản Hồ thì gọi là Ngòi Bo.
Từ xã Bản Hồ 22°15′39″B 103°58′40″Đ / 22,26083°B 103,97778°Đ sông đổi hướng đông bắc chảy uốn lượn.
Đến xã Gia Phú huyện Bảo Thắng thì đổ vào sông Hồng 22°23′39″B 104°5′7″Đ / 22,39417°B 104,08528°Đ bên bờ phải.
Tại thung lũng xã Bản Hồ ngòi Bo tiếp nhận nước từ các dòng suối lớn sau đây:
- Suối Séo Trung Hồ chảy ở vùng bản Séo Trung Hồ về hướng đông-đông bắc, trên suối này đã xây dựng thủy điện Séo Chong Hô công suất 21 MW, hoàn thành tháng 3/2013 [6].
- Nậm Pu hay Nậm Toóng chảy hướng đông bắc, trên suối này đã xây dựng thủy điện Nậm Toóng công suất 30 MW.
- Nậm Cang chảy từ xã Nậm Cang theo hướng tây bắc đến.

## Chỉ dẫn
1. ↑  Theo Bản đồ Hành chính và Bản đồ tỷ lệ 1:50.000 tờ F-48-40B, Cục Đo đạc và Bản đồ (2004), và nhiều văn liệu thì tên là đèo Ô Quý Hồ. Một số văn liệu khác trong đó cả Wikipedia viết là đèo Ô Quy Hồ.